# Clark Gregg
Clark Gregg (født 2. april 1962) er en amerikansk skuespiller.
Gregg havde i 90'erne mindre roller i The Usual Suspects (1995) og Magnolia (1999). I 2002 fik han rollen som Tom Metsker i Mel Gibson-filmen We Were Soldiers, og efter det har han spillet i blandt andet In Good Company (2004), When a Stranger Calls (2006) og The Air I Breathe (2007). Han har også medvirket i TV-serien The New Adventures of Old Christine, hvor han spillede Richard Campbell fra 2006 til 2010.
Men det er imidlertid rollen som Agent Phil Coulson i Iron Man (2008), Iron Man 2 (2010) og Thor, og The Avengers (2012) og tv-serien Agents of S.H.I.E.L.D. som virkelig har gjort ham kendt blandt publikum. Han ses også i roller i film som (500) Days of Summer (2009) og Poppers pingviner (2011).

## Filmografi
- Captain Marvel (2019)
- Labor Day (2013)
- The To Do List (2013)
- Much Ado About Nothing (2012)
- The Avengers (2012)
- Poppers pingviner (2011)
- Thor (2011)
- Iron Man 2 (2010)
- (500) Days of Summer (2009)
- Iron Man (2008)
- The Air I Breathe (2007)
- When a Stranger Calls (2006)
- In Good Company (2004)
- U-Boat (2004)
- State and Main (2001)
- Bag facaden (2000)
- The Spanish Prisoner (1997)